# ヒート (1972年の映画)
『 ヒート 』（ 英：Heat ）は、1972年に製作されたアメリカ映画。ポール・モリセイ監督。ジョー・ダレッサンドロ主演。
ビリー・ワイルダー監督の映画『サンセット大通り』のパロディ作品。『アンディ・ウォーホールの ヒート』のタイトルでテレビ放映された。

## キャスト
- ジョーイ：ジョー・ダレッサンドロ
- サリー：シルヴィア・マイルズ
- ジェシー：アンドレア・フェルドマン
- リディア：パット・アスト
- ハロルド：ハロルド・チルド
- シドニー：レスター・パースキー